# حكومة معروف الدواليبي الثانية
تشكلت حكومة معروف الدواليبي الثانية في 22 كانون الأول 1961 بموجب المرسوم رقم 15 الصادر بتاريخ 22 كانون الأول 1961 القاضي بتشكيل حكومة الجمهورية العربية السورية برئاسة الدكتور معروف الدواليبي واستمرت حتى استقالتها في 27 آذار 1962.

## التشكيل الوزاري
- السيد الدكتور معروف الدواليبي، رئيساً لمجلس الوزراء ووزيراً للخارجية
- السيد جلال السيد، نائباً لرئيس مجلس الوزراء ووزيراً للزراعة
- السيد رشاد برمدا، وزيراً للدفاع والتربية والتعليم
- السيد أحمد قنبر، وزيراً للداخلية
- السيد محمد الشواف، وزيراً للأشغال العامة
- السيد عبد الرحمن الهنيدي، وزيراً للصناعة
- السيد الأستاذ مصطفى الزرقا، وزيراً للعدل والأوقاف
- السيد الدكتور عدنان القوتلي، وزيراً للاقتصاد
- السيد فؤاد العادل، وزيراً للثقافة والإرشاد القومي والإعلام
- السيد محمود العظم، وزيراً للدولة مكلفاً بوزارة الصحة والإسعاف العام
- السيد نعوم السيوفي، وزيراً للتخطيط
- السيد أحمد علي كامل، وزيراً للمواصلات
- السيد سهيل الخوري، وزيراً للشؤون البلدية والقروية
- السيد بكري القباني، وزيراً للإصلاح الزراعي
- السيد الدكتور رشيد الدقر، وزيراً للمالية والتموين
- السيد محمد عابدين، وزيراً للشؤون الاجتماعية والعمل

## روابط خارجية
- مجلس الوزراء السوري
- الحكومات السورية على موقع رئاسة مجلس الوزراء
- الحكومات السورية على موقع مجلس الشعب السوري
- وزارات الدولة على بوابة الحكومة الإلكترونية السورية
- الوزارات والهيئات الحكومية على موقع مجلس الشعب السوري